# Ілієшть (Алба)
Ілієшть, Ілієшті (рум. Iliești) — село у повіті Алба в Румунії. Входить до складу комуни Интрегалде.
Село розташоване на відстані 294 км на північний захід від Бухареста, 26 км на північний захід від Алба-Юлії, 58 км на південь від Клуж-Напоки.

## Населення
За даними перепису населення 2002 року у селі проживали 20 осіб, з них 19 осіб (95,0%) румунів. Усі жителі села рідною мовою назвали румунську.